# Гоміс Жардін
Жозе Гоміс ді Васконселус Жардін (порт. José Gomes de Vasconcelos Jardim; 1 січня 1773 — 1 грудня 1854) —  бразильський фазендейро, лікар, а також військовик і політик. Один з керівників республіканського  повстання Фаррапус, яке боролося за незалежність провінції Ріу-Гранді-ду-Сул. Другий президент Республіки Ріу-Гранді (1843—1845).

## Повстання Фаррапус
Брав участь у повстанні Фаррапус з самого початку та був одним з його керівників. Після того, як повстанці проголосили незалежну Республіку Ріу-Гранді, 5 листопада 1836, вони обрали Бенту Гонсалвіса президентом, а Жардіна — віцепрезидентом. Але так як в цей час Гонсалвіс знаходився в полоні урядових військ, обов'язки президента став тимчасово виконувати Жардін.
У вересні 1837 Гонсалвіс втік з полону та знову включився в боротьбу, проте в серпні 1843 він покинув пост президента в зв'язку з розбіжностями в керівництві республіки. Жардін, як віце-президент, знову зайняв його місце. Під його керівництвом в 1845 Республіка Ріу-Гранді уклала перемир'я з імперським урядом.